# Ungdomseliten
Ungdomseliten (mellan 2002 och 2019 känt som Lärlingseliten) är ett årligt travlopp för 3-åriga och äldre varmblodstravare som körs på Solvalla i Stockholm. För att få delta som kusk i loppet måste C- eller E- licens innehas. Loppet går av stapeln under samma tävlingsdag som Elitloppet i slutet av maj varje år. Loppet körs över distansen 1640 meter med autostart. Förstapris är 100 000 kronor.

## Vinnare
| År   | Häst              | Kusk                   | Tränare               | Odds  | Tid    |
| ---- | ----------------- | ---------------------- | --------------------- | ----- | ------ |
| 2024 | Dana Ek           | Dante Kolgjini         | Alessandro Gocciadoro | 3.48  | 1,09.8 |
| 2023 | Appasso           | Carl Philip Lindblom   | Åke Lindblom          | 32.63 | 1.11,1 |
| 2022 | Laradja Vrijthout | Marc Elias             | Conrad Lugauer        | 2.73  | 1.09,6 |
| 2021 | Usain Töll        | Christian Cracchiolo   | Mattia Orlando        | 22.27 | 1.09,8 |
| 2020 | Chapuy            | Anders Eriksson        | Åke Lindblom          | 2.14  | 1.10,3 |
| 2019 | N.Y.CoeurdeSoleil | Magnus Teien Gundersen | Geir Vegard Gundersen | 7.92  | 1.11,2 |
| 2018 | Toddler           | Marc Elias             | Conrad Lugauer        | 6.51  | 1.10,7 |
| 2017 | Antonio Tabac     | Anders Eriksson        | Stig H. Johansson     | 13.66 | 1.10,2 |
| 2016 | Let's Dance D.E.  | Tino Ärling            | Klaus Kern            | 4.64  | 1.10,5 |
| 2015 | Dante Boko        | Adrian Kolgjini        | Lutfi Kolgjini        | 3.85  | 1.10,5 |
| 2014 | Namale Kronos     | Peter H. Sjöberg       | Marcus Lindgren       | 6.50  | 1.11,7 |
| 2013 | Sundsvik Saigon   | Toni Ylitalo           | Rainer Björkroth      | 7.74  | 1.13,2 |
| 2012 | Burmas Yankee     | Kenneth Haugstad       | Hans Christian Holm   | 5.50  | 1.12,0 |
| 2011 | Prins Alf         | Linus Svensson         | Claes Hellgin         | 20.30 | 1.14,3 |
| 2010 | Hot Pot           | Jörgen S. Eriksson     | Jörgen Westholm       | 2.19  | 1.13,7 |
| 2009 | Quick Trip        | Kenneth Haugstad       | Lutfi Kolgjini        | 11.65 | 1.13,4 |
| 2008 | Solid Lady Spin   | Tony Wallin            | Mats L. Andersson     | 3.97  | 1.14,5 |
| 2007 | Flying Ride       | Hannu-Pekka Korpi      | Pekka Korpi           | 44.47 | 1.14,8 |
| 2006 | Golden Shogun     | Johnny B. Karlsson     | Sigbjörn Kolnes       | 9.34  | 1.14,2 |
| 2005 | Cider Ås          | Ville Karhulahti       | Kari Lähdekorpi       | 6.12  | 1.14,0 |
| 2004 | Gazza Frontline   | Carl Johan Jepson      | Åke Svanstedt         | 5.98  | 1.14,1 |
| 2003 | King Taurus       | Marko Hakkarainen      | Kari Lähdekorpi       | 4.26  | 1.13,5 |
| 2002 | Dream Shogun      | Christer Lönn          | Dan Widegren          | 4.76  | 1.15,0 |